# Carl Gottfried Scharold

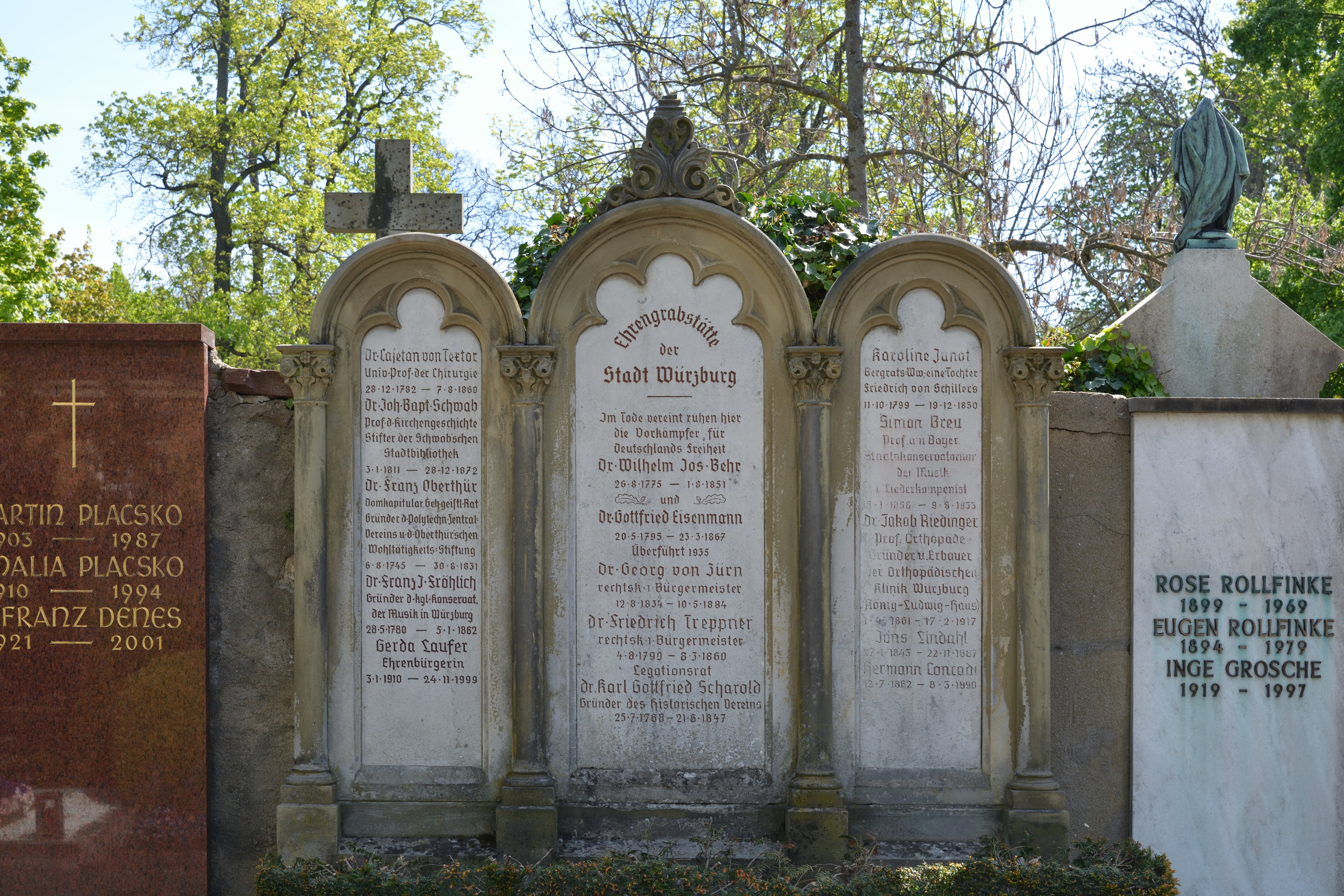
Ehrengrab auf dem Hauptfriedhof Würzburg

Carl Gottfried Scharold (auch Karl Gottfried Scharold; * 26. Juni 1769 in Schlüsselfeld; † 21. Juni 1847 zwischen Würzburg und Kitzingen) war ein deutscher Historiker und Verwaltungsjurist.

## Leben
Scharold war Sohn eines Bäckers. Er besuchte wohl ab 1781 das Würzburger Gymnasium und ab 1787 die Universität Würzburg. Dort absolvierte er nach der Philosophie ein Studium der Rechtswissenschaft. Nach einer Tätigkeit bei der Amtskellerei Schlüsselfeld wurde er durch den Reichsgrafen Gottlieb Ignaz von Ezdorf zum Notar ernannt. Am 31. Mai 1796 erhielt er durch den Würzburger Fürstbischof Georg Karl von Fechenbach die Ernennung zum Regierungskanzlisten, am 27. August 1797 die Beförderung zum Geheimen Regierungskanzlisten.
Scharold war in der bayerischen Zeit Würzburgs vom 9. September 1802 bis 1. Februar 1806 als zweiter Sekretär der kurfürstlichen Landesdirektion angestellt. Im selben Jahr wurde sein Sohn Johann Baptist Scharold, der später Medizin studierte, in Würzburg 1824 zum Dr. med. promoviert und Arzt in Würzburg wurde, geboren. In der darauffolgenden Zeit des Würzburger Großherzogtums wurde er am 21. Juni 1806 als großherzoglicher Rat zum Sekretär im „dirigirenden Staats-Ministerialdepartement“ ernannt und war somit Mitglied im geheimen Staatsrat des Großherzogtums. Dort erhielt er am 2. Juni 1814 die Beförderung zum Legationsrat. Als Würzburg 1814 erneut bayerisch wurde, verlor er seine Stellung. Er erhielt mehrere kleinere Stellen, wie 1819 die Sichtung und Sortierung der Archivalien des aufgelösten Domkapitels in der Neubaukirche, und wurde 1826 endgültig in den Ruhestand versetzt.
Scharold zeichnete sich als fruchtbarer Schriftsteller aus. Außerdem war er als Redakteur beim Würzburger Intelligenzblatt, bei der Teutonia, beim Allgemeinen Conversations- und Anzeige-Blatt sowie von 1827 bis 1832 beim Postboten aus Franken tätig. 1831 gehörte er zu den Gründungsmitgliedern des Historischer Verein für Unterfranken und Aschaffenburg, um den und dessen Publikationsorgan Archiv des Historischen Vereins von Unterfranken und Aschaffenburg er sich verdient machte. Er starb auf einer Reise von Würzburg nach Kitzingen.

## Auszeichnungen und Würdigungen
Scharold erhielt am 16. Februar 1824 die Ehrendoktorwürde der Philosophischen Fakultät der Universität Erlangen und war Ehrenmitglied von 15 historischen Vereinen im In- und Ausland. Er wurde in einem Ehrengrab auf dem Hauptfriedhof Würzburg beigesetzt. Außerdem ist die Scharoldstraße in Würzburg-Grombühl nach ihm benannt.
Die Freunde Mainfränkischer Kunst und Geschichte e. V. vergeben den Carl-Gottfried-Scharold-Preis.

## Schriften (Auswahl)
- Würzburg und die umliegende Gegend: für Fremde und Einheimische. Stahel, Würzburg 1805.
- Beyträge zur ältern und neuern Chronik von Würzburg. 4 Bände. Würzburg 1818–1820.
- Lebensbeschreibung des Bauersmannes Martin Michel zu Unterwittighausen im Großherzogthume Baden, welcher verschiedene Krankheiten durch Gebet heilet. Sartorius, Würzburg 1821.
- Alexander Fürst von Hohenlohe und Waldenburg-Schillingsfürst, nach den Verhältnissen seiner Geburt und Erziehung, seines geistlichen Berufes, der Reise nach Rom. Bonitas, Würzburg 1822.
- Zunft-Chronik aller Gewerbe und Handwerke in Würzburg. Richter, Würzburg, 1822.
- Geschichte der kön. schwedischen und herzogl. sachsen-weimarischen Zwischenregierung im eroberten Fürstbisthume Würzburg i. J. 1631–1634. 2 Bände. Voigt und Mocker, Würzburg 1842–1845.
- Erinnerung an Julius Echter von Mespelbrunn, Fürstbischof von Würzburg und Herzog zu Franken. Walz, Würzburg 1847.